# L'Affaire Touffard
L’Affaire Touffard est une nouvelle de Marcel Aymé, parue dans Candide en 1933.

## Historique
L’Affaire Touffard est une nouvelle de Marcel Aymé, parue dans Candide n° 460, le 5 janvier 1933 (Drame policier par Marcel Aymé) et dans Le Journal de Shangai, le 9 décembre 1934 (Conte par Marcel Aymé).

## Résumé
Le détective O'Dubois, secondé par son secrétaire Joubin, tente de trouver le coupable du meurtre de douze personnes dont le milliardaire Alcide Touffard.